# 川崎恵理子
川崎 恵理子（かわさき えりこ、1973年2月12日 - ）は、日本の声優、ナレーター、舞台女優。東京都台東区出生、埼玉県出身。Rush Style準所属。

## 略歴
東京都台東区で誕生し、江東区で3歳まで育つ。
埼玉県岩槻市にある保育園時代は、かなり喋る子供だったという。小学校時代は、やんちゃで、よく男の子と間違えられていたという。
中学時代は、演劇部に所属して、面白さを知った。埼玉県北足立郡伊奈町の高校時代は、美術専門の教育を受けていた。
親から「教職を取らないと、今後、演劇をやっちゃダメ」という条件が出されて、東京都町田市の大学に進学し、それと同時に養成所に入所。
ぷろだくしょんバオバブ、劇団すごろく、シグマ・セブンを経て、2025年4月よりRush Style準所属。

## 人物
趣味はにごり湯旅行と猫を挙げている。
声優の他にも、演劇部隊ChatterGangにて舞台活動を行っている。
母は高校数学教師。

## 出演
太字はメインキャラクター。

### テレビアニメ
1995年
- それいけ!アンパンマン（チェリー弟〈初代〉）
- ビット・ザ・キューピッド（アテネ）

1996年
- エルフを狩るモノたち（1996年 - 1997年、ミケ、女エルフ、ローザ）- 2シリーズ
- バーチャファイター（1996年 - 1997年、スチュワーデス、シャクティ）

1998年
- 快傑蒸気探偵団 TV ANIMATION SERIES（店員）
- サザエさん（1998年 - 、伊佐坂ウキエ〈3代目〉、早川〈3代目〉、リカの母、イカコ〈3代目〉、フグ田入江〈マスオの母、2代目〉、花沢の母〈2代目〉、毬子〈姉〉 他）
- Weiß kreuz（美香）
- 金田一少年の事件簿（1998年 - 1999年、太田綾、島崎薫、富山桜）
- serial experiments lain（若い母親、生徒）
- 万能文化猫娘（宮沢みゆき、右子）

2000年
- ピポパポパトルくん（ひなたはじめ、メエ）
- 闇の末裔（鵤鞠子）

2001年
- あぃまぃみぃ!ストロベリー・エッグ（武庫川玲子）
- 機動天使エンジェリックレイヤー（係員）
- 電脳冒険記ウェブダイバー（結城ナツコ、親王トモヤ、皆本アヤノ）
- ヒカルの碁（三谷の姉）

2002年
- ガラクタ通りのステイン
- キディ・グレイド（ティムの母）
- 十二国記（尹灑 他）

2003年
- さいころボット コンボック（ラフカ）
- 超ロボット生命体トランスフォーマー マイクロン伝説（子供）
- 人間交差点（婦人B）
- ヤミと帽子と本の旅人（レイラの母）

2004年
- みさきクロニクル〜ダイバージェンス・イヴ〜（ルクサンドラの母、百田凜 他）
- 鋼の錬金術師（リック）

2005年
- いちご100%（外村美鈴）
- Xenosaga THE ANIMATION（Jr.）

2006年
- 金色のコルダ〜primo passo〜（香穂子の母）
- 009-1（メアリー）
- ぜんまいざむらい（豆丸）
- ふしぎ星の☆ふたご姫 Gyu!（シャシャ）
- 夢使い（若葉の母）
- よみがえる空 -RESCUE WINGS-（石川あゆみ）
- らぶドル 〜Lovely Idol〜（藤沢美樹、アナウンサー）

2007年
- D.Gray-man（サソリ型アクマ）
- 鉄子の旅（菊池の姉）
- まめうしくん（かわいの、まめばあ）

2011年
- GOSICK -ゴシック-（マリオン）

2015年
- ガッチャマン クラウズ インサイト（三栖立のぞみ、おばさん）

2017年
- キラキラ☆プリキュアアラモード（マキャロンヌ、タルトーン、老婦人）

### 劇場アニメ
- 東京ゴッドファーザーズ（2003年）
- あした元気にな〜れ! 半分のさつまいも（2005年、静江）

### OVA
1992年
- 万能文化猫娘（宮沢みゆき）

1995年
- 美少女遊撃隊バトルスキッパー（四天王A）

1996年
- 宝魔ハンターライム（和子）

1997年
- 企業戦士YAMAZAKI（尾崎香織）
- でたとこプリンセス（アニー）

1998年
- 銀河英雄伝説外伝 汚名（観光客）
- 万能文化猫娘DASH!（花売りの少女、女）

1999年
- グラビテーション（ファンの女の子）
- 超神姫ダンガイザー3（めぐみ）

2005年
- いちご100%（外村美鈴）

2007年
- 東京マーブルチョコレート（元彼の母、おばあちゃん）

### 一般ゲーム
1995年
- 電脳戦機バーチャロンマーズ（デボラ・バイト）

1997年
- エルフを狩るモノたち －完全版－（ミケ、ルーシー 他）
- エルフを狩るモノたち －花札編－（アンナミラ）

1999年
- 金田一少年の事件簿3 青龍伝説殺人事件（森山雅子）
- ぷよぷよ〜ん（セリリ）

2000年
- あいたくて… 〜your smiles in my heart〜（柳原かすみ）
- キミにSteady（PlayStation版）（矢沢みずき）
- フランベルジュの精霊（ティア、リルリル）

2001年
- 王子さまLV1（リナリア姫）

2002年
- サーヴィランス　監視者（ミリアナ・イサコビッチ）
- ゼノサーガ エピソードI［力への意志］（ガイナン・クーカイJr./ルベド）
- ヒカルの碁 平安幻想異聞録
- ヒカルの碁 院生頂上決戦（三谷の姉）
- フーリガン 〜君のなかの勇気〜（天羽双葉、副官ローラ）

2003年
- 鋼鉄の咆哮2 ウォーシップガンナー（オペレーター）
- てんしのかけら the lost article of memory（天乃翼）

2004年
- ゼノサーガシリーズ ゼノサーガ フリークス（ガイナン・クーカイJr./ルベド）
- ゼノサーガ エピソードII［善悪の彼岸］（ガイナン・クーカイJr./ルベド）
- モンキーターンV（望月遥）

2005年
- らぶドル 〜Lovely Idol〜（藤沢美樹）

2006年
- ゼノサーガI・II（ガイナン・クーカイJr./ルベド）
- ゼノサーガ エピソードIII［ツァラトゥストラはかく語りき］（ガイナン・クーカイJr./ルベド）
- 水の旋律2 〜緋の記憶〜（シスター）

2008年
- ハッピーダンスコレクション（ツバキ）

### アダルトゲーム
- 妖獣戦記2 -黎明の戦士たち-（CD-ROM版）（倉橋ひとみ）

### ドラマCD
- 悪魔で候（渡辺菜都香）
- いちご100%（外村美鈴）
- ドラマCD王子さまLV1シリーズ（リナリア姫）
- ドラマCD俺の下であがけ TARGET2 山口・吉岡（黒崎綾子）
- ケ・セラ・セラ（二階堂未来）
- 三千世界の鴉を殺し（バーレイ）
- しのぶこころは（つばめ）
- ドラマCDゼノサーガOUTER FILEVol.1〜3（Jr.）
- のりもの王国ブーブーカンカン
- バイトでウィザード（事務員）
- らぶドル 〜Lovely Idol〜（藤沢美樹）

### 吹き替え

#### 映画
- 走れビークル（アンビ）
- 反則王（2002年、ミニョン〈チャン・ジニョン〉）
- 愛人 もうひとりのわたし（2004年、ユジン〈チ・スウォン〉）
- ベニスで恋して（グラッツァ）
- マネー・トレイン※フジテレビ版
- ユニコーン・キラーを追え（ホリー・マダックス〈ナオミ・ワッツ〉）※テレビ映画

#### ドラマ
- ミステリー・グースバンプス（アナ、エミリー）
- ターザンの大冒険（タシ、他）※NHK-BS2版

#### アニメ
- ぞうのババール（バタフライ）
- バイオハザード ダムネーション（スベトラーナ・ベリコバ）

### バラエティ
- 実録世界のミステリー（ボイスオーバー）
- 日立 世界・ふしぎ発見!（ボイスオーバー）
- 世界の衝撃ストーリー（ボイスオーバー）
- 世界が騒然!本当にあった㊙ミステリー（ボイスオーバー）
- 松下奈緒・ゴッホの青春 そして色彩が生まれた（ボイスオーバー、BSフジ）
- 松下奈緒「接吻」～黄金の画家クリムトとウィーン1900年～（ボイスオーバー、BSフジ）
- 松下奈緒・光の画家モネと旅するセーヌ（ボイスオーバー、BSフジ）
- 松下奈緒・ロダンを愛した女たち（ボイスオーバー、BSフジ）
- 松下奈緒・モーツァルトの結婚（ボイスオーバー、BSフジ）
- 美の巨人たち（ボイスオーバー）

### ナレーション
- カラダのとびら!(フジテレビ系)
- 潜在能力テスト(フジテレビ系)
- ゲツヨル!(日本テレビ系)
- ザ!世界仰天ニュース(日本テレビ系)
- 美味紳助(テレビ朝日系)
- サビついた女改善プロジェクト(テレビ朝日系)
- ジャングルブック(テレビ朝日系)
- アユパン(テレビ東京系)
- 北島ウィンクハート(テレビ東京系)
- のりもの王国ブーブーカンカン(テレビ東京系)
- ポチたま(テレビ東京系)
- U-15･F(テレビ東京系)
- わんにゃん(テレビ東京系)
- アンテナカフェ(BSジャパン)
- ぱすてるキッズ(BS-i)
- ひらけごまTV(Net)
- ナンシーさん 〜グッズ一家の快適生活〜(朝日放送)
- 沖縄、二泊三日で600年の歴史をたどる（旅チャンネル）
- ピラメキーノ（テレビ東京、ミス・ゲイシャ）
- 日経みんなの経済教室（BSジャパン）

### 舞台
- 2000年以前は劇団すごろく作品に出演
- ノクターン・イン・ザ･ダーク（黒田）2002年9月
- 鬧熱のラプソディ（足利）2003年7月
- 緋色の小夜曲（宇佐美恵子）2004年5月
- 寓居の鎮魂曲（さくら、ナレーター）2005年2月
- 慾動の行進曲（チャッターメトロ車掌）2005年12月
- ハッピーエンドは儲らない（市居）2006年7月

### その他コンテンツ
- モリゾー・キッコロ 森へいこうよ!(NHK教育) - 上海万博の公式マスコット、海宝の声
- サントリー懸賞用AIBOの声
- atre亀戸、新浦安店の店内放送
- am/pmバイト教育用ビデオパッケージ
- 敬老の日・おじいちゃんはボクのヒーロー（映像教材・年中行事アニメーション）
- 天文台 －星に一番近い場所―（星座解説）
- ブレイブ・ストーリー 〜ボクのキオクとネガイ〜（任天堂DS用ゲームのCM）